# جنبش مقاومت اسلامی آذربایجان
جنبش مقاومت اسلامی آذربایجان شناخته‌شده با نام حسینیون یا حسینچی‌لَر (به ترکی آذربایجانی: Hüseyniyyun, Hüseynçilər) گروه شبه‌نظامی شیعه و جنبشی اجتماعی-سیاسی در جمهوری آذربایجان است که نزدیک به محور مقاومت و مورد حمایت نظام جمهوری اسلامی ایران می‌باشد. توحید ابراهیمی بیگلی به عنوان رهبر فعلی این جنبش شناخته می‌شود. او منتقد رژیم الهام علی‌اف است و هدف جنبش را گفتمان‌سازی و ایجاد قدرت بازدارندگی در بین شیعیان جمهوری آذربایجان و همچنین تقویت بنیان و توانمندسازی آن‌ها بر مبنای الگوی مقاومت ذکر کرده است.

برخی این جنبش را نیروی نیابتی جدید ایران، این بار در جمهوری آذربایجان عنوان کرده‌اند که شباهت زیادی با دیگر نیروهای نیابتی محور مقاومت، همچون حزب‌الله لبنان دارد. جمهوری آذربایجان، این گروه را به داشتن ارتباطات گسترده با دستگاه‌های ایران متهم کرده است.اطلاعات کمی دربارهٔ ساختار جنبش حسینیون، برنامه‌ها و رهبری آن وجود دارد. با توجه به شرایط اجتماعی-سیاسی جمهوری آذربایجان، وجود حسینیون به عنوان یک تشکیلات نظامی سازمان یافته، در درازمدت می‌تواند برای دولت حاکم بر این کشور، خطر محسوب شود. در این جنبش، علاوه بر آذربایجانی‌های جمهوری آذربایجان، آذربایجانی‌های شیعهٔ ساکن روسیه، قفقاز، ترکیه و اروپا نیز حضور دارند. در پی بروز اختلافات دیپلماتیک بین ایران و جمهوری آذربایجان در زمینهٔ راهگذر ادعایی سیونیک (زنگزور)، جنبش حسینیون در بیانیه‌ای چنین گفت:
«مردم عزیز آذربایجان! رژیم علی‌اف، آذربایجان را به باتلاقی بزرگ می‌کشاند. رژیم اسرائیل و برنامه‌های زشت اردوغان ممکن است آذربایجان را به زودی وارد شعله‌های آتش کند. ما نیازی به ارتش‌های بیگانه و تروریست‌های تکفیری نداریم. مردم آذربایجان به ویژه جوانان ما نباید قربانی رویاهای خام فرعون مست و قمارباز خانواده علی‌اف شوند… علی‌رغم تکذیب‌های الهام علی‌اف، پایگاه، افسران و تجهیزات اسرائیل در حال حاضر در آذربایجان مستقر هستند.»

## تاریخچه
«حزب اسلامی آذربایجان» که در ابتدای استقلال جمهوری آذربایجان در سال ۱۹۹۱ تأسیس شد. این حزب در سال ۱۹۹۵ به اتهام دریافت تأمین مالی مخفیانه از سوی ایران با هدف سرنگونی دولت و تبدیل کشور به جمهوری اسلامی، منحل گردید. برخی از اعضای سابق حزب اسلامی آذربایجان با کمک ایران در سال ۱۹۹۳، این‌بار «حزب‌الله آذری» را تشکیل دادند، که یک‌بار هم به سفارت ایالات متحده آمریکا در باکو حمله کردند.
توحید ابراهیم بیگلی در اواخر سال ۲۰۱۵ و اوایل سال ۲۰۱۶، به ۱۴ نفر از طلبه‌های اهل جمهوری آذربایجان که در قم و مشهد حضور داشتند، قصد خود، مبنی بر ایجاد «تیپ حسینیون» (حسینچی‌لر) که در گام اول که متشکل از طلبه‌های اهل جمهوری آذربایجان و برای مبارزه با داعش در سوریه بود را آشکار ساخت.
ابراهیم بیگلی ابتدا این ۱۴ طلبه را در محل کار «اسکندر حسینوف» (مؤسسه ترجمهٔ نور) در قم گرد هم آورد و پس از یک روز انتظار و آموزش، آن‌ها را به واحد نظامی در نزدیکی پایتخت سوریه، دمشق، منتقل کرد. به ادعای برخی رسانه‌های جمهوری آذربایجان، ابراهیم بیگلی از همان موقع، در دمشق اعلام کرد که قصد آن‌ها نه تنها مبارزه با داعش، بلکه آمادگی برای درگیری مسلحانه در جمهوری آذربایجان است.
این در حالی است که جنبش حسینیون قبلاً اعلام کرده بود تنها هدف آن، مقابله با افراطی‌های تکفیری در سوریه است و هیچ برنامه‌ای برای گسترش فعالیت‌های خود در جمهوری آذربایجان ندارد. تا جایی که برخی از اعضای این جنبش در جنگ دوم قره‌باغ به نفع جمهوری آذربایجان شرکت کردند. البته به گفتهٔ توحید ابراهیم بیگلی، هنگامی که این جنبش متوجه نقش اسرائیل در جنگ دوم قره‌باغ شد، فراخوان عمومی جهت اعزام به جبهه نداد.
نامگذاری جنبش مقاومت اسلامی آذربایجان به نام «حسینیون»، توسط قاسم سلیمانی صورت گرفت.

## ارتباط با ایران
پدر توحید ابراهیم بیگلی، «عالم ابراهیملی» و مادرش «سودابه ابراهیملی» هستند. این خانواده که اصالتاً اهل لنکران بودند، بعدها در مشهد مستقر شدند.
توحید ابراهیم بیگلی در سال ۲۰۱۳ در جریان اجلاس «علمای امت و بیداری اسلامی» به عنوان رئیس «مجمع روحانیون مبارز جمهوری آذربایجان»، با سید علی خامنه‌ای، رهبر ایران دیدار کرد. او در این دیدار دربارهٔ وضعیت زندانیان مسلمان جمهوری آذربایجان صحبت کرد.
ابراهیم بیگلی در سال ۲۰۱۷ در «یادوارهٔ شهدای نارداران» در زنجان حضور یافته و دربارهٔ حادثهٔ حملهٔ نیروهای پلیس ویژهٔ وزارت کشور جمهوری آذربایجان در اربعین سال ۲۰۱۵ به شیعیان نارداران که به کشته شدن ۴ نفر از ساکنان انجامید، سخنرانی نمود.
توحید ابراهیم‌بیگلی در سال ۲۰۲۰ در مستند «سردار دل‌ها» (کونول‌لر سرداری) رادیو برون‌مرزی تبریز به عنوان یکی از نیروهای تیپ حسینیون حاضر در سوریه، دربارهٔ قاسم سلیمانی صحبت کرد.
برخی از اعضای جنبش حسینیون در سال ۲۰۲۰ بر سر مزار قاسم سلیمانی در کرمان حاضر شدند.
جنبش مقاومت اسلامی آذربایجان طی پیامی، پیروزی سید ابراهیم رئیسی در انتخابات ریاست‌جمهوری ایران (۱۴۰۰) را به وی تبریک گفت.

## دستگیری اعضا
آذربایجانی‌هایی که در قالب تیپ «حسینیون» در سوریه حضور داشتند، پس از بازگشت به کشورشان، اکثراً زندانی شده یا با برخوردهای شدید دولت جمهوری آذربایجان مواجه شدند.
در همین رابطه، «المیر زاهدوف» یکی از اعضای تیپ حسینیون که در سوریه حضور داشته، در سال ۲۰۲۱ در زندان شکی زندانی بوده است.
توحید ابراهیم بیگلی متهم به تلاش‌های مداوم و رادیکال علیه دولت جمهوری آذربایجان شده و قبلاً در جریان تجمع اعتراضی مقابل سفارت اسرائیل در باکو توسط پلیس بازداشت شده و با تصمیم دادگاه به مدت ۷ روز در بازداشت بوده است. یکی از اعضای گروه حسینیون به نام «یونس صفروف» به اتهام تلاش برای ترور فرماندار گنجه در تاریخ ۳ ژوئیه ۲۰۱۸ و تعداد دیگری از اطرافیان ابراهیم بیگلی نیز در تاریخ ۱۴ ژوئیه ۲۰۱۸ توسط سرویس امنیت دولت جمهوری آذربایجان دستگیر شدند.
در سال ۲۰۲۰ نیز محل اقامت «فالق ولی‌اف» از اعضای جنبش حسینیون در خاک روسیه شناسایی شده و او به عنوان بخشی از روش کمک حقوقی متقابل برای جست‌وجوی بین‌المللی، بازداشت و در تاریخ ۲۷ اوت به جمهوری آذربایجان مسترد گردید. او متهم به عضویت در «گروه (سازمان) جنایتکار»، «آموزش در خارج از جمهوری آذربایجان با اهداف تروریستی» و «مشارکت در فعالیت گروه‌های مسلح خارج از قوانین جمهوری آذربایجان» متهم شده است. او در «دادگاه جنایات سنگین گنجه» به ۸ سال زندان محکوم شد.
در پی صحبت‌های یک زن اهل جمهوری آذربایجان علیه اسرائیل در مراسم اولین سالگرد جنگ دوم قره‌باغ (سال ۲۰۲۱) بر سر مزار «پولاد هاشم‌اف»، برخی رسانه‌های این کشور با ادعای سازماندهی شدن جنبش حسینیون، خواستار نظارت بر آن از سوی دولت شدند.